# Camponotus shanwangensis
Camponotus shanwangensis är en myrart som beskrevs av Hong 1984. Camponotus shanwangensis ingår i släktet hästmyror, och familjen myror. Inga underarter finns listade.